# Lenore Blegvad
Lenore Blegvad (* 8. Mai 1926 als Lenore Hochman in New York City; † 4. September 2008) war eine US-amerikanische Autorin von Kinderliteratur.

## Leben
Lenore Hochman wurde 1926 geboren. Sie besuchte das Vassar College, um Kunstgeschichte zu studieren – ihr Name scheint in der College-Zeitung auf, 1946 wird sie als „Cartoonist“ angeführt. Dem Abschluss mit B.A. folgte eine Studienreise nach Europa: Hochman lernte Malerei bei Fernand Leger. Während des Kunststudiums in Paris lernte sie um 1950 den Dänen Erik Blegvad, Kunststudent wie sie selbst, kennen. Das Paar trampte durch Europa, um abschließend in Kopenhagen zu heiraten. 1951 ging es in die USA, zunächst nach New York City, anschließend zogen sie nach Neuengland. In Connecticut setzten sie ihren gemeinsamen künstlerischen Weg fort, der in eine Karriere auf dem Feld der Kinderliteratur mündete. In den 1960er-Jahren waren Erik und Lenore Blegvad mit Maurice Sendak befreundet. 1965, nach den tödlichen Attentaten auf John F. Kennedy und Martin Luther King, verließ die Familie die USA. Das politische Klima belastete sie; zudem hätten die beiden Söhne Peter und Kristoffer zum Dienst in der US-Armee eingezogen und nach Vietnam geschickt werden können. Fortan lebten die Blegvads in Europa, abwechselnd in London und Südfrankreich.
Aus ihrer bis zu Lenore Blegvads Tod 2008 währenden Lebens- und Arbeitsgemeinschaft gingen über ein Dutzend Kinderbücher hervor: Die meisten Bilderbücher Lenore Blegvads und auch ihre Kompilationen von Tierreimen – je ein Band mit Katzen, Hunden, Schweinen und Behausungen im Fokus – waren illustriert von Erik. Das gilt auch für Anna Banana and Me (EA 1985) – die Geschichte über ein couragiertes Mädchen, das seinen ängstlichen Kameraden begleitet und stärkt, zählte zu Children’s Choice von International Literary Association (ILA) und Children’s Book Council (CBC) und wurde ins Französische sowie ins Spanische übersetzt.
Erst 1993 veröffentlichte sie einen Titel, für welchen sie in Text und Bild verantwortlich zeichnete: Once Upon a Time and Grandma. Eine Rezension wies auf die Doppelfunktion und die stimmigen Parallelen zwischen Blegvad als Autorin und als Illustratorin hin. Kritisch angemerkt wurde ein Mangel an Komplexität, der jedoch durch das Schaffen nostalgischer Atmosphäre wettgemacht werde. Wenngleich die Thematik des Buches nicht neu sei, punkte Blegvad durch persönliche Aussagekraft und einfach nachzuempfindende Gefühle (‚Blegvad's confidence in the power of small, episodic statements informs not just her story but her art. Oval vignettes show details mentioned in the text, like the lumps of sugar in Norrie's palm, or fragments from scenes, like Norrie being read a story by her father. What Blegvad's illustrations lack in complexity, they make up in nostalgic feeling. While hers is not a fresh theme, it is endowed with personal significance and easily shared emotions‘).
1993 und 2001 überließen die Blegvads Materialien aus den Jahren 1966 bis 1998 der Kerlan Collection of Children’s Literature als Schenkung.
2005 bereitete Lenore Blegvad ein literaturgeschichtliches Thema kindgerecht auf: Aus Sicht der fiktiven Titelfigur, einer Achtjährigen, schildert Kitty and Mr. Kipling. Neighbors in Vermont die Vermont-Phase im Leben von Rudyard Kipling, sein Leben in Naulakha. Blegvads Porträt fand auch in Expertenkreisen Beachtung. Ihr Quellenstudium und die Berücksichtigung vorhandenen Materials (‚various biographies‘) wurden explizit hervorgehoben. Zudem mache die Dynamik zwischen der kindlichen Hauptfigur und dem Herrn von nebenan – ihre Reaktion auf seine Geschichten, seine Bereitschaft, auf Fragen einzugehen und umgekehrt sein Vertrauen auf Kitty als lokale Informationsquelle, nicht zuletzt die wachsende Empathie zwischen den beiden – das Erzählte attraktiv für Leser mit null bis wenig Wissen über Kipling. Auch erfahre man nicht nur von Kipling, sondern auch vom Landleben im Vermont der 1890er Jahre, was gerade für das Stadtkind einer Offenbarung nahe komme (‚for the urban child it should be quite a revelation‘). Auch in Publikumsmedien wurde das Buch rezipiert: Publishers Weekly befand, im kunstvollen Vermengen von Fakten und Fiktion forme die Autorin glaubwürdige, nahe gehende Porträts (‚The author artfully blends fact with fiction, shaping equally credible and affecting portraits of Kipling and Kitty‘). Den Kirkus Reviews erschien die mitgelieferte historische Grundlage als Ballast  – ‚weighed down by an excess of historical detail (not to mention a substantial afterword and bibliography)‘ –, unterm Strich jedoch bringe die Geschichte (‚the tale‘) den großen Schriftsteller einem zeitgenössischen Publikum näher, ohne ihn selbst oder gar seine ‚now-offensive politics‘ zu idealisieren. Kitty and Mr. Kipling. Neighbors in Vermont war Lenore Blegvads letzte Buchveröffentlichung, sie starb 2008, gefolgt 2014 von ihrem privaten und künstlerischen Partner Erik.
Einer der beiden Söhne von Lenore Blegvad ist der Musiker und Comickünstler (The Book of Leviathan) Peter Blegvad.

## Veröffentlichungen

### Als Autorin
- Mr. Jensen & Cat. Ill.: Erik Blegvad. Harcourt, Brace & World, New York, 1965.
- One Is for the Sun. Ill.: Erik Blegvad. Harcourt, Brace & World, New York, 1968.
- The Great Hamster Hunt. Ill.: Erik Blegvad. Harcourt, Brace & World, New York, 1969.
- Moon-watch Summer. Ill.: Erik Blegvad. Harcourt, Brace & World, New York, 1972.
- Anna Banana and Me. Ill.: Erik Blegvad. Athenaeum, New York, 1985.
- This Is Me. Ill.: Erik Blegvad. Random House, New York, 1986.
- Rainy Day Kate. Ill.: Erik Blegvad. M. K. McElderry Books, New York, 1987.
- A Sound of Leaves. M. K. McElderry Books, New York, 1996.
- First Friends. Ill.: Erik Blegvad. Harper Festival, 2000.
- Kitty and Mr. Kipling. Neighbors in Vermont. Margaret K. McElderry Books, New York, 2005, ISBN 978-0-689-87363-8.

### Als Autorin und Illustratorin
- Once Upon a Time and Grandma. Maxwell Macmillan International, New York, 1993 (= Athenaeum Books for Young Readers), ISBN 978-0-689-50548-5.

### Als Herausgeberin
- Mittens for Kittens and other Rhymes About Cats. Ill.: Erik Blegvad. Athenaeum, New York, 1974.
- Hark! Hark! The Dogs Do Bark and Other Rhymes About Dogs. Ill.: Erik Blegvad. Athenaeum, New York, 1975.
- This Little Pig-A-Wig and Other Rhymes About Pigs. Ill.: Erik Blegvad. Athenaeum, New York, 1978.
- The Parrot in the Garret and Other Rhymes About Dwellings. Ill.: Erik Blegvad. Athenaeum, New York, 1982.